# Pseudonchus longus
Pseudonchus longus är en rundmaskart som beskrevs av Allgen 1949. Pseudonchus longus ingår i släktet Pseudonchus och familjen Choniolaimidae. Inga underarter finns listade i Catalogue of Life.